# Справа про прямі грошові операції
Справа про прямі грошові операції (BVerfGE 134, 366) – справа Європейської Унії, яка стосується преюдиційних запитів до Суду Справедливости.

## Зміст
У вересні 2012 року Рада керівників Європейського центрального банку ухвалила рішення про технічні особливості прямих монетарних операцій (OMT). Це рішення дозволило екстрену та конфіденційну купівлю необмеженої кількості державних облігацій країн-членів, які зазнають фінансових труднощів, якщо вони не можуть отримати стійкі відсоткові ставки на відкритих фінансових ринках. Це відбувалося за умови, що держава-член проводитиме реформи в рамках Європейського форуму фінансової стабільности або Європейського стабілізаційного механізму. Це рішення ще не набуло чинности. Але самої лише публікації про наміри ЄЦБ було достатньо, щоб заспокоїти фінансові ринки. У Німеччині виникли сумніви щодо того, чи сумісно це з Договором про функціонування Європейської Унії.

## Судове рішення
Конституційний суд Німеччини подав преюдиційний запит, запитуючи, чи сумісне OMT зі статтями 119 і 127 ДФЄУ щодо повноважень ЄЦБ, а також статтею 123 ДФЄУ, яка забороняє грошове фінансування бюджетів держав-членів. Купівля державних облігацій була економічним, а не монетарним заходом, оскільки (1) її метою було нейтралізувати спреди державних облігацій (2) вона вибірково купувала облігації держав-членів, тоді як монетарна політика мала бути єдиною (3) вона була пов’язана з фінансовим порятунком держав-членів, тому була функціонально еквівалентною. OMT мав на меті обійти статтю 123(1), яка забороняє надання овердрафту. Відповідно до стандарту Honeywell рішення OMT явно виходило б за межі компетенції ЄС, викликаючи структурний зсув у балансі компетенцій, якщо його не тлумачити обмежувально.
На думку Суду, якщо рішення ОМТ кваліфікувати як самостійний акт економічної політики, воно порушує розподіл повноважень. Він є структурно значущим, оскільки еквівалентний фінансовій допомозі без гарантій. Програми порятунку, завдяки «значним фінансовим масштабам і загальним політичним наслідкам, належать до основних аспектів економічної політики держав-членів». Без схвалення парламенту ОМТ припинив національно-демократичний процес. OMT був структурно значущим через перерозподіл між бюджетами платників податків держав-членів, а також фіскальний перерозподіл суперечив статті 125 ДФЄС. Заборона монетарного фінансування бюджету є одним із фундаментальних правил, які гарантують дизайн валютного союзу як «спільноти стабільності» та гарантують загальну бюджетну відповідальність німецького Бундестагу. ОМТ можна врятувати шляхом обмежувального тлумачення, якщо (1) виключити будь-яке прийняття скорочення боргу (2) не дозволити придбання необмеженої кількості облігацій (3) уникнути втручання у формування ціни на ринку.
Участь Німеччини в ЄСМ мав бути дозволений Бундестагом, але втручання ЄЦБ не підлягало схваленню парламенту.
Рішення було прийнято більшістю в чотири голоси проти двох.
Суддя Люббе-Вольффе та суддя Ґергардт (двоє найвищих суддів) висловили незгоду.

## Наслідки
Суд Справедливости в основному відхилив справу, поставивши «Федеральний конституційний суд Німеччини у важке становисько».